# Federação Portuguesa de Tiro
A Federação Portuguesa de Tiro (FPT) é o órgão dirigente do tiro desportivo (pistola e carabina) em Portugal. 
A FPT foi criada em 1948, tendo sucedido às anteriormente existentes Federação do Tiro Nacional Português (1916) e União dos Atiradores Civis (1898).